# Orden Francisco de Miranda

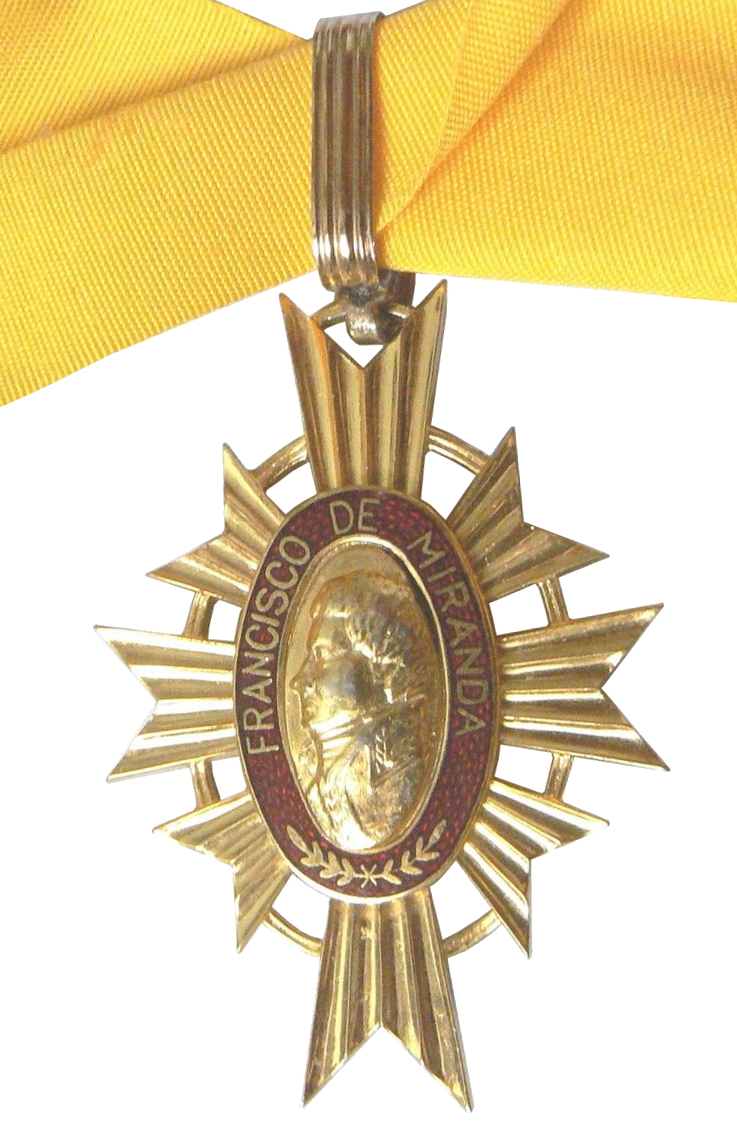
Detalle de la Venera

La Orden Francisco de Miranda es una distinción de Venezuela creada el 28 de julio de 1939 bajo la presidencia del general Isaías Medina Angarita, destinada a premiar los servicios hechos a la ciencia, al progreso del país y al mérito sobresaliente. Su reglamentación fue publicada en la Gaceta Oficial Número 21.152 del 14 de julio de 1943.
El Presidente de la República Bolivariana de Venezuela es el Jefe de la Orden y tiene la facultad de conferir la Condecoración y podrá delegar dicha atribución en el ministro del Poder Popular para Relaciones Interiores, Justicia y Paz.
Al Presidente de la República Bolivariana de Venezuela, como jefe de la Orden, le corresponde de pleno derecho la Primera Clase de la Orden, "Generalísimo".
La Orden Francisco de Miranda puede ser conferida a venezolanos y extranjeros, de uno u otro sexo, una vez reconocidos los servicios y merecimientos del candidato de acuerdo a la Ley sobre Condecoración Orden Francisco de Miranda. El presidente de la república está facultado para otorgar la condecoración a los venezolanos aún después de fallecidos en testimonio de la gratitud nacional por sus servicios eminentes.

## Descripción
La venera de la Orden es igual para todos los grados, de oro amarillo pulido, formada por una elipse de veintiocho milímetros en su diámetro mayor y dieciocho milímetros en el menor, rodeada de ocho rayos dobles acanalados de aristas divergentes. Ambas caras son de dos milímetros de espesor, y de ellos dos rayos verticales de dieciséis milímetros de largo y dos horizontales de once milímetros de largo forman una cruz sobre el cruce del diámetro mayor y menor de la elipse. 
Estos rayos se cortan en sus extremos a dos picos, de diez milímetros de largo los verticales y de ocho milímetros los horizontales. La distancia de los picos entre sí es de doce milímetros, y el ancho del pie sobre la elipse es de seis milímetros. 
En el espacio restante entre los rayos de la cruz van cuatro rayos iguales, también con doble canal de aristas divergentes, por ambas caras, de ocho milímetros de largo, cortados en sus extremos a dos picos de siete milímetros de largo. La distancia de los picos entre sí es de once milímetros; y el ancho del pie sobre la elipse será de cinco milímetros; los ocho rayos están cogidos entre sí por barritas del mismo metal de la joya, de manera que forman otra elipse imaginaria de cuarenta milímetros y veintiocho milímetros diámetros mayor y menor, respectivamente.
En el anverso de la venera y en un plano más alto, cubriendo la elipse central; está una lámina convexa de oro pulido, también de forma elíptica con diámetros mayor y menor de treinta y veinte milímetros, llevando a su centro en oro mate y de relieve la efigie de Francisco de Miranda.
Haciendo de marco al busto y del tamaño de la lámina, lleva sobrepuesta una cinta metálica de tres milímetros de ancho que ostente una faja roja esmaltada de doce milímetros con la inscripción en oro: "Francisco de Miranda" en su parte superior y un ramo de laureles en su parte inferior. En el reverso y en un plano más alto que los rayos, lleva otra lámina de oro pulido, convexa, de forma elíptica, con diámetros mayor y menor de veintinueve y diecinueve milímetros, llevando en su centro y de relieve en oro mate las Armas Nacionales orladas por una corona de hojas de acanto cincelada, sobre una cinta metálica sobrepuesta de tres milímetros de ancho y del tamaño y de la forma de la lámina. El espesor de la Venera en su centro no será mayor de ocho milímetros.
Comprende tres clases:
- Primera Clase (Generalísimo)
- Segunda Clase (Precursor)
- Tercera Clase (Oficial)

| Barra        |           |         |
| Generalísimo | Precursor | Oficial |

## Personalidades que la recibieron

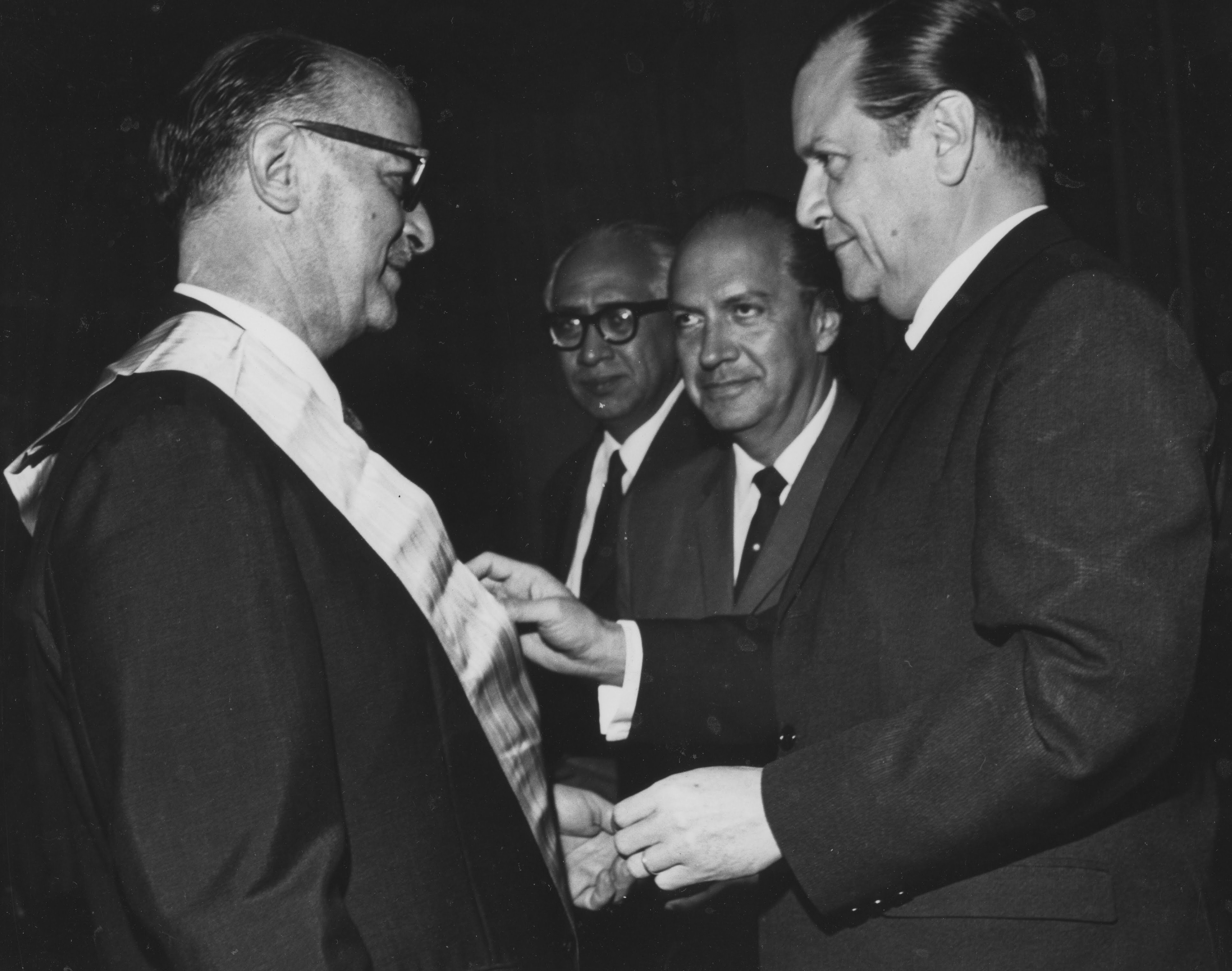
El entonces presidente de Venezuela, Rafael Caldera, otorgando la orden al filólogo e historiador Pedro Grases.

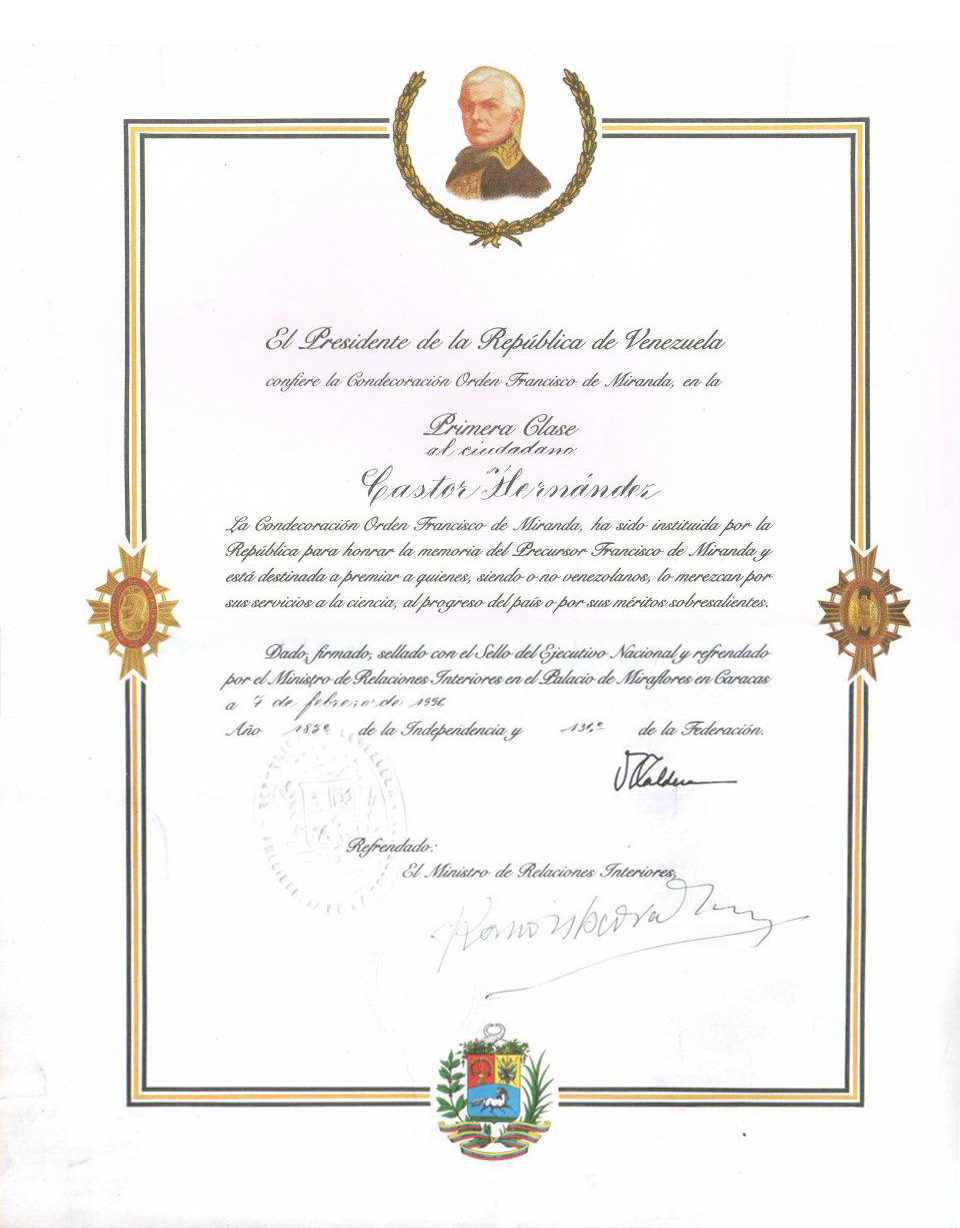
Reconocimiento de la Orden en su primera clase durante el gobierno de Rafael Caldera a Castor Hernandez

| Año                  | Nombre                           | Clase             | Observaciones |
| Rómulo Betancourt    | Rómulo Betancourt                | Rómulo Betancourt | Rómulo Betancourt |
| -------------------- | -------------------------------- | ----------------- | --- |
| 1962                 | Cabo Horester Contreras          | Primera Clase     | Soldado del Ejército Venezolano caído en el cumplimiento del deber en la Insurrección de Puerto Cabello los días 2 y 3 de junio de 1962.                                                                      |
| Raúl Leoni           |                                  |                   | |
| 1968                 | Nicolas Kruger Poorten           | Tercera Clase     | |
| Rafael Caldera       |                                  |                   | |
| 1969                 | Pedro Grases González            | Primera Clase     | |
| 1972                 | Guillermo Machon De Paz          |                   | Embajador Extraordinario y Plenipotenciario de la República de El Salvador ante el Gobierno de Venezuela |
| 1996                 | Castor Jesus Hernandez Rodriguez | Primera Clase     | Economista y secretario de Fedecamaras |
| Carlos Andrés Pérez  |                                  |                   | |
| 1976                 | Sr. Andrés Eloy Capezzuti        | Primera Clase     | |
| 1976                 | Sr. Ángel D. Roqué Álvarez       | Tercera Clase     | |
| 1977                 | Profesor Benito Chinea Hernández | Tercera Clase     | Por ser uno de los fundadores de las Escuelas Técnicas en Venezuela. |
| 1978                 | Dr. Rodolfo W. Moleiro           | Primera Clase     | |
| 1978                 | Dr. Eduardo Angarita             | Segunda Clase     | Refrendado por el ministro de relaciones interiores |
| 1978                 | Dr. Juan Bernardo Vásconez       | Tercera Clase     | |
| 1978                 | Dr. David Roberto Iriarte        | Primera Clase     | De manos del Dr. Mantilla, Ministro de Relaciones Interiores |
| 1979                 | Francisco Quesada Daza           | Tercera Clase     | |
| 1989                 | Tai Kim Raymundo "Atan" Lee      | Segunda Clase     | Jefe de Protocolo gobierno de Aruba. Impulsor de intercambio cultural entre Aruba y Venezuela |
| 1990                 | Edgard Romero Nava               | Primera Clase     | Presidente de Consecomercio |
| 1991                 | Vladimir Gessen                  | Primera Clase     | Embajador de Venezuela en Canadá, Psicólogo, político, diplomático, parlamentario, comunicador. |
| 1992                 | Boni Garofalo                    | Segunda Clase     | Ingeniero de Electricidad De Caracas |
| 1992                 | Luis Villanueva                  | Segunda Clase     | Ejecutivo de Televisión Venevision. |
| 1992                 | Ángel Manuel Clara               | Tercera Clase     | Servicio Nacional Integrado de Administración Aduanera y Tributaria (SENIAT) Gerente del SENIAT |
| Luis Herrera Campíns |                                  |                   | |
| 1980                 | Embajador Felipe Osuna Lozada    | Primera Clase     | Por contribuir al progreso del país como diplomático destacado. |
| 1983                 | Mounir Rahme Simón               | Primera Clase     | Por contribuir al progreso del país como empresario destacado. |
| 1983                 | Dr. Antonio José Torres          | Primera Clase     | Gaceta Oficial de Venezuela No.32.707 |
| 1983                 | Oswaldo Yépez Peña               | Primera Clase     | Gaceta Oficial de Venezuela N.º 32.855 |
| 1983                 | Mariano L. Kossowski             | Primera Clase     | Gaceta Oficial de Venezuela N.º 32.855 |
| Jaime Lusinchi       |                                  |                   | |
| 1985                 | Antonio Romero Sierraalta        | Primera Clase     | Gaceta Oficial de Venezuela No.33.289 |
| 1985                 | Dr. Alfredo Rodríguez Amengual   | Primera Clase     | Gaceta Oficial de Venezuela N.º 33.289 |
| 1986                 | Rafael Heredia Peña              | Primera Clase     | Gaceta Oficial de Venezuela N.º 33.598 |
| 1987                 | José Gregorio Mora Noguera       | Primera Clase     | Gaceta Oficial de Venezuela No.33.707 |
| 1987                 | Liliam de Aranguren              | Primera Clase     | Gaceta Oficial de Venezuela N.º 33.707 |
| 1987                 | Manuel José Penso Tirado         | Primera Clase     | Gaceta Oficial de Venezuela N.º 33.868 |
| 1987                 | Romelia de Jesús Mujica Marcano  | Primera Clase     | Gaceta Oficial de Venezuela N.º 33.868 |
| 1987                 | Carlos Flores Calcaño            | Primera Clase     | Gaceta Oficial de Venezuela N.º 33.707 |
| 1987                 | Lucas Pérez                      | Primera Clase     | Con motivo de celebrarse el 40 aniversario de la Federación de Trabajadores del Transporte, Gaceta Oficial de Venezuela N.º 33.868                                                                            |
| 1987                 | José Gastón Vera Gómez           | Primera Clase     | Con motivo de celebrarse el 40 aniversario de la Federación de Trabajadores del Transporte, Gaceta Oficial de Venezuela N.º 33.868                                                                            |
| 1987                 | Edgard Romero Nava               | Segunda Clase     | Presidente de la Cámara Petrolera |
| 1988                 | Reinaldo Julio Boris Urzúa Soto  | Primera Clase     | Médico por 29 años del Delta Amacuro. Licenciado en biología y Ciencias. Hijo Ilustre de Curiapo y Director Escuela Básica Curiapo. Oficio N°166. 11/10/1988. Ministerio Relaciones Interiores. (178° y 129°) |
| Ramón J. Velásquez   |                                  |                   | |
| 1993                 | Pedro Nolasco Pérez Torbello     |                   | Tesorero Nacional de Venezuela de 1974-1993 |
| 1993                 | Dr. José Carta T                 | Segunda Clase     | Abogado, Empresario, Autor del libro Historia de la Marca Porsche en Venezuela, Presidente Fund del Club Porsche de Venezuela                                                                                 |
| 1993                 | Elsa Boccheciampe Crovati        | Primera Clase     | Embajadora - Gaceta Oficial 35.302 |
| 1993                 | Richard Delgado Ruiz             | Primera Clase     | Gaceta Oficial 35.216 |

| Durante la Revolución Bolivariana | Durante la Revolución Bolivariana | Durante la Revolución Bolivariana | Durante la Revolución Bolivariana | Durante la Revolución Bolivariana                                                                                     |
| Año                               | Nombre                            | Clase                             | Presidente                        | Observaciones |
| --------------------------------- | --------------------------------- | --------------------------------- | --------------------------------- | --- |
| 2003                              | Abogado (Teniente) Elbano Gil     | Segunda Clase                     | Hugo Chávez                       | |
| 2005                              | Daisaku Ikeda                     | Primera Clase                     | Hugo Chávez                       | Presidente SGI. Humanista, filósofo, escritor, poeta y educador.                                                      |
| 2006                              | Carmen Bohorquez Morán            | Primera Clase                     | Hugo Chávez                       | Historiadora y diputada por Estado Zulia                                                                              |
| 2013                              | César Baena                       |                                   | Nicolás Maduro                    | Esquiador, establece en 2012 y supera en 2013, el Récord Mundial Guinness a la mayor travesía de esquí sobre rodillos |
| 2016                              | Aura Rosa Hernández Moreno        | Segunda Clase                     | Nicolás Maduro                    | |

## Galería
- Datos: Q2465245
- Multimedia: Order of Francisco de Miranda / Q2465245